# Zygfryd Czempisz
Zygfryd Czempisz (ur. 9 września 1910 w Berlinie, zm. podczas II wojny światowej będąc żołnierzem Wehrmachtu) – polski piłkarz.
Czempisz był wychowankiem Diany Katowice, którą reprezentował w zawodach lekkoatletycznych oraz piłce nożnej do 1934 roku. Dodatkowo uprawiał piłkę ręczną w Pogoni Katowice, w barwach której osiągnął w sezonie 1934 tytuł mistrza Polski. W 1935 roku przeszedł do Ruchu Chorzów i występował w nim do momentu wybuchu II wojny światowej. Czempisz zdobył z drużyną w tym czasie trzykrotnie mistrzostwo Polski (1935, 1936, 1938). W latach 1933–1935 rozegrał dwa spotkania towarzyskie w reprezentacji Śląska.

## Kariera sportowa
Zygfryd Czempisz urodził się 9 września 1910 w Berlinie. Był wychowankiem Diany Katowice. W młodości uprawiał lekkoatletykę. W wieku szesnastu lat uczestniczył w zawodach lekkoatletycznych o odznakę Polskiego Związku Lekkiej Atletyki. Wygrał w skoku wzwyż, zaś z wynikiem 4,6 metra zajął drugie miejsce w skoku w dal. We wrześniu 1931 roku zajął trzecie miejsce w biegu na 200 metrów podczas zawodów lekkoatletycznych Stowarzyszenia Młodzieży Polskiej o mistrzostwo Śląska w kategorii seniorów. W sekcji piłki nożnej grał na pozycji napastnika. W sierpniu 1932 roku wystąpił w barwach Iskry Łaziska Górne w przegranym sparingu (3:4, 7 sierpnia 1932 roku) przeciwko mistrzowi Śląska, Stowarzyszeniu Młodzieży Polskiej Panewniki. Czempisz był wówczas zgłoszony jako piłkarz Diany, przez co groziła mu dyskwalifikacja. W październiku 1933 roku zagrał dla reprezentacji Śląska, która poniosła porażkę w wyjazdowym meczu z Podokręgiem Bielsko-Biała (5:3, 15 października 1933 roku). W grudniu strzelił hat tricka w towarzyskim spotkaniu z 06 Katowice, który został wygrany przez Dianę 2:5. Czempisz grał w drużynie piłkarskiej do końca 1934 roku. Dodatkowo reprezentował Pogoń Katowice, z którą zdobył mistrzostwo Polski w piłce ręcznej jedenastoosobowej.

W obronie Czempisz zagrał tak, jak umiał najlepiej. Oswobadzający wykop, śmiałe wkraczanie w największy wir walki, stawiają go w rzędzie najlepszych obrońców.”

Do Ruchu Chorzów przeszedł w 1935 roku. Transfer zawodnika w kwietniu zatwierdził wydział gier i dyscypliny Polskiego Związku Piłki Nożnej. Czempisz miał spełniać rolę rezerwowego obrońcy, przez co na boisku pojawiał się pod nieobecność Huberta Wadasa. W barwach nowego zespołu zadebiutował w wygranym meczu przeciwko Wiśle Kraków (4:2, 14 kwietnia 1935 roku), który był rozegrany w ramach drugiej kolejki ligowej. W maju wystąpił w wygranej konfrontacji (5:2, 12 maja 1935 roku) reprezentacji Śląska z Lwowem. W sierpniu zagrał w nieoficjalnym spotkaniu reprezentacji Polski z Rapidem Wiedeń, w którym padł remis (2:2, 1 sierpnia 1935 roku). We wrześniu ukazała się na łamach prasy informacja, jakoby miał przejść do Pogoni Lwów przez konflikt wywołany z władzami klubu. W sezonie 1935 Ruch obronił tytuł mistrzowski zdobyty w poprzednim roku. Czempisz zagrał w pięciu meczach ligowych.
W lutym 1936 roku zagrał w wygranym sparingu przeciwko Naprzodowi Lipiny (3:0, 2 lutego 1936) i doznał po faulu Ryszarda Pieca złamania nogi poniżej kolana. Zdaniem lekarzy do treningów na boisku miał wrócić w kwietniu. W wyniku urazu opuścił dziesięć kolejek ligowych, zaś do występów na boisku wrócił w przegranym pojedynku przeciwko ŁKS–owi Łódź (4:1, 23 sierpnia 1936 roku). Na początku sierpnia zagrał w spotkaniu piłki ręcznej o mistrzostwo Śląska, w którym Pogoń Katowice podejmowała Klub Sportowy Chorzów. W październiku podczas przegranej konfrontacji z Wisłą Kraków (3:1, 25 października 1936 roku) odnowiła mu się kontuzja, której doznał z początkiem roku. Sezon 1936 zakończył się kolejnym tytułem mistrza Polski zdobytym przez Ruch. Czempisz wystąpił w siedmiu spotkaniach ligowych.
We wrześniu 1937 roku podczas wygranego meczu z ŁKS–em Łódź (4:3, 26 września 1937 roku) sprokurował w pierwszej połowie rzut karny po zagraniu piłki ręką. Ruch nie obronił tytułu mistrzowskiego z poprzedniego roku i zajął na zakończenie rozgrywek ligowych trzecie miejsce w tabeli. Czempisz zagrał w piętnastu kolejkach ligowych sezonu 1937.
W sezonie 1938 Ruch odzyskał tytuł mistrzowski. Czempisz wystąpił w ośmiu spotkaniach ligowych, zaś od siódmej kolejki został zastąpiony na pozycji obrońcy przez Józefa Ibroma. Ze względu na wybuch II wojny światowej rozgrywki ligowe w sezonie 1939 nie zostały ukończone. Czempisz rozegrał ostatni mecz w barwach Ruchu przed okupacją przeciwko Warcie Poznań (5:2, 20 sierpnia 1939 roku). W niedokończonych rozgrywkach zagrał w pięciu spotkaniach, po czym został zmobilizowany do Wehrmachtu i zginął w czasie służby (brak danych o miejscu śmierci). Volksbund Deutsche Kriegsgräberfürsorge, odpowiedzialne między innymi za utrzymanie niemieckich grobów z czasów II wojny światowej podaje, że Czempisz od 1 stycznia 1945 roku uznany był za zaginionego, a jego nazwisko figuruje w księdze pamiątkowej niemieckiego cmentarza Sammelfriedhof w Królewcu.

## Statystyki

### Klubowe w latach 1935–1939
| Sezon | Klub         | Liga   | Liga krajowa | Liga krajowa |
| ----- | ------------ | ------ | ------------ | ------------ |
| Sezon | Klub         | Liga   | Meczów       | Bramek       |
| 1935  | Ruch Chorzów | I Liga | 5            | 0            |
| 1936  | Ruch Chorzów | I Liga | 7            | 0            |
| 1937  | Ruch Chorzów | I Liga | 15           | 0            |
| 1938  | Ruch Chorzów | I Liga | 8            | 0            |
| 1939  | Ruch Chorzów | I Liga | 5            | 0            |
| Razem | Razem        | Razem  | 40           | 0            |

### Reprezentacja Śląska w latach 1933–1935
| Reprezentacja | Rok     | Mecze | Bramki |
| ------------- | ------- | ----- | ------ |
| Śląsk         | 1933    | 1     | 0      |
| Śląsk         | 1934    | 0     | 0      |
| Śląsk         | 1935    | 1     | 0      |
| Ogólnie       | Ogólnie | 2     | 0      |

| Mecze i gole w reprezentacji | Mecze i gole w reprezentacji | Mecze i gole w reprezentacji | Mecze i gole w reprezentacji | Mecze i gole w reprezentacji | Mecze i gole w reprezentacji | Mecze i gole w reprezentacji | Mecze i gole w reprezentacji |
| Śląsk                        | Śląsk                        | Śląsk                        | Śląsk                        | Śląsk                        | Śląsk                        | Śląsk                        | Śląsk                        |
| Lp.                          | Data                         | Miejsce                      | Przeciwnik                   | Wynik                        | Gol                          | Rozgrywki                    |                              |
| ---------------------------- | ---------------------------- | ---------------------------- | ---------------------------- | ---------------------------- | ---------------------------- | ---------------------------- | ---------------------------- |
| 1.                           | 15.10.1933                   | Bielsko-Biała, Polska        | Podokręg Bielsko-Biała       | 5:3                          |                              | towarzyski                   |                              |
| 2.                           | 12.05.1935                   | Katowice, Polska             | Lwów                         | 5:2                          |                              | towarzyski                   |                              |

## Sukcesy

### Ruch Chorzów
- Mistrzostwo Polski (3 razy) w sezonach: 1935, 1936, 1938[1]
- 3. miejsce w mistrzostwach Polski w sezonie 1937[1]

### Pogoń Katowice
- Mistrzostwo Polski w sezonie 1934[1]